# Casas de Don Gómez
Pour les articles homonymes, voir Casas et Gomez.
Casas de Don Gómez est une commune de la province de Cáceres dans la communauté autonome d'Estrémadure en Espagne.